# Żyrawa (żyrawska silska rada)
Żyrawa (ukr. Жирова, Żyrowa) – wieś na Ukrainie. Należy do rejonu żydaczowskiego w obwodzie lwowskim i liczy 1387 mieszkańców. Administracja: rada wsi Żyrawa.
Wody płyną strugą na wschód i dążą do stawu chodorowskiego, utworzonego przez Boberkę, zwaną tu Ługiem (dopł. Dniestru).
w 1928 roku z Żyrawy wyodrębniono gminę Kremerówka. Obecnie stanowi ona wschodnią część Żyrawy.
Za II Rzeczypospolitej do 1934 roku wieś stanowiła samodzielną gminę jednostkową w powiecie bóbreckim w woj. lwowskim. W związku z reformą scaleniową została 1 sierpnia 1934 roku włączona do nowo utworzonej wiejskiej gminy zbiorowej gminy Chodorów w tymże powiecie i województwie. W listopadzie 1944 miała tutaj miejsce zbrodnia nacjonalistów ukraińskich.
Po wojnie wieś weszła w struktury administracyjne Związku Radzieckiego.